# Asperula garganica
Asperula garganica är en måreväxtart som beskrevs av Huter, Porta, Gregorio Rigo, Friedrich Ehrendorfer och Franz Xaver Krendl. Asperula garganica ingår i släktet färgmåror, och familjen måreväxter. Inga underarter finns listade i Catalogue of Life.